# Особо опасные…
«Особо опасные…» — советский художественный фильм, поставленный режиссёром Суламбеком Мамиловым по мотивам повести Юлия Файбышенко «Розовый куст». Снят в 1979 году. Вышел на экраны в апреле 1980 года.

## Сюжет
Действие происходит в 1920-е годы в южном городе, в период новой экономической политики.
Бандиты убивают доктора Клембовского и его жену, похищают ювелира Шварца. Расследование проводит группа неопытных, но увлечённых своим делом молодых работников угрозыска. В группу входят недавний гимназист Климов, романтик и мечтатель Гонтарь, бывший беспризорник Стас, резкий и безапелляционный в суждениях Селезнёв и ждущий особых привилегий за работу Силин.
Селезнёв бестактно проводит допрос дочери Клембовских. Оскорблённая девушка замыкается в себе и не даёт показаний. Она начинает самостоятельные поиски преступников. Тем временем бандиты разгуливают по городу, на заводе совершается диверсия.
Неопытные сотрудники подставляются под пули матёрого бандита. Внутри группы существуют разногласия. Методы грубого и подозревающего всех Селезнёва не разделяют другие члены группы. Селезнёв угрожает раненому бандиту Тюхе. Он настоял на увольнении из органов за чуждое происхождение девушки Тани, в которую влюблён Климов.
Начальник подотдела Клыч объявляет Селезнёву выговор за неприемлемые методы работы. В конечном счёте побеждают методы не согласных с Селезнёвым сторонников социалистической законности. Клыч проявляет чуткость к бандиту Тюхе, и тот соглашается сотрудничать с угрозыском. Опергруппа направляется в штаб банды на мельницу. Бандиты уходят с мельницы, но избитый ими ювелир Шварц подсказывает, где их искать. В процессе задержания главарь банды стреляет в Климова. Сотрудники угрозыска устремляются в погоню и арестовывают его. Банда обезврежена.

## В ролях
- Виктор Жиганов — Виктор Климов
- Николай Сектименко — Пётр Селезнёв
- Анатолий Скорякин — Михаил Гонтарь
- Владимир Вихров — Стас Ильин
- Евгений Стежко — Силин
- Борис Невзоров — Степан Спиридонович Клыч, начальник угрозыска
- Татьяна Друбич — Таня Шевчук
- Лев Дуров — Потапыч, криминалист-фотограф
- Елена Ивочкина — Виктория Клембовская
- Зиновий Гердт — Шварц, ювелир
- Борис Гусаков — Вадим Беспалов («Чалый»), главарь банды
- Тимофей Спивак — Константин («Красавец»)
- Михаил Водяной — Арнольд, хозяин ресторана
- Валентин Букин — Тюхин Павел Матвеевич, бандит «Тюха»
- Виталий Матвеев — Усатый, бандит
- Валерий Бассэль — Куцый
- Алексей Горячев — Ферзь
- Людмила Ларионова — Анастасия Деревянкина, пьяная женщина в ресторане
- Лидия Полякова — жена Шварца
- Георгий Банников — хуторянин

## Съёмочная группа
- Режиссёр: Суламбек Мамилов
- Авторы сценария: Эдгар Смирнов, Суламбек Мамилов
- Оператор: Геннадий Карюк
- Художник: Александр Токарев
- Композитор: Владимир Мартынов

## Критика
Кинокритик Михаил Левитин отмечал, что создатели фильма сосредоточились на нравственных задачах, с которыми сталкиваются их герои, а детективная интрига присутствует в фильме как повод для обострения и разрешения споров сотрудников угрозыска. Однако при этом, по мнению критика, «авторы не во всём добились значительных результатов» и «прежде всего это касается воплощения характеров главных героев, которые оказались недостаточно подробно разработаны драматургически».
Владимир Ишимов был ещё более критичен: «Персонажи „Особо опасных“, увы, оказались фигурами сугубо функциональными, обозначенными теми или иными чертами … без попытки по-настоящему углубиться в их существо». Он также писал, что фильм изобилует неточностями и в целом это «работа, шитая белыми нитками, неряшливая, сделанная по готовым штампам и стереотипам».
Кинокритик Всеволод Ревич считал, что «на экране толпится группа совершенно неинтересных и столь же неразличимых людей». Он также писал: «Словом, перед нами ещё один случай, когда фильм ставится в надежде, что „острый“ сюжет спишет все грехи. Однако он оказывается не в состоянии справиться даже с развлекательной функцией».
Киновед Александр Фёдоров написал о солидарности критиков и зрителей в оценке фильма: «…кинопресса отнеслась к нему с разной степенью критического „накала“… Обычно зрители склонны „отбеливать“ своих кинолюбимцев от кинокритических „помоев“. Но, видимо, это не случай „Особо опасных“. Большинство современных зрителей с профессиональной критикой практически солидарны…»